# مقبرة 25
مقبرة 25 وتعرف عالميا باسم WV25 (وإن تحولت إلى KV25 مع بداية مشروع تخطيط طيبة) هي مقبرة غير مكتملة تقع في الوادي الغربي بوادي الملوك بمصر، والمقبرة تحمل سمات المقابر الملكية إلا إنها خالية تمام من أي زخارف أو نقوش كما لم يتم الانتهاء منها أبدا في أي حقبة زمنية تالية، ويرجح أن تكون المقبرة التي أعدت لإخناتون قبل أن ينقل عاصمة ملكه من طيبة إلى أخت أتون (تل العمارنة حاليا) ويشيد المدينة الجنائزية الخاصة به هناك.
واكتشف المقبرة على يد جوفاني باتيستا بلزوني عام 1817، حيث عثر على ثمانية نعوش مقسمين إلى مجموعتين من أربعة نعوش وكان أحدهم محفوظا داخل تابوت أثبتت الدراسات اللاحقة أنها ترجع جميعها إلى عصر الإضمحلال الثالث (1070 ق.م. - 664 ق.م.).

## وصلات خارجية
- مشروع تخطيط طيبة: مقبرة 25 - يضم وصفا وصورا وخرائط للمقبرة.